# Norrskenshallen
Norrskenshallen är en idrottsanläggning i Nordmaling. Arenan ligger invid E4:an nära Nordmalings centrum. Den invigdes i september 1991. Arenan får betecknas som en multiarena med många användningsområden. Den innefattar en ishall, en stor sporthall motsvarande två handbollsplaner (46 x 38 meter), styrketräningslokaler samt skyttelokaler. Dessutom finns det inne i arenan ett luftigt fik med panoramafönster mot såväl ishallen som sporthallen. Utanför byggnaden finns en fotbollsplan (gräs) samt elljusspår (2,5 km). Bredvid arenan finns även Nordmalings camping, en minigolfbana och ett havsbad.

## Föreningar som använder Norrskenshallen
- Nordmalings Handbollsförening
- LN 91
- Nordmalings bollklubb
- Nordmaling Badmintonförening
- Rundviks pistolskytteklubb
- Rundviks gevärsskytteklubb
- Hörnsjö IF
- IFK Rundvik
- Korpen Svenska Motionsidrottsförbundet